# Paolo Orlandoni
Paolo Orlandoni (n. 12 de agosto de 1972) es un exfutbolista italiano. Actualmente es entrenador de porteros en el Fenerbahçe SK turco.
Inició su carrera en el Inter, pero recién debutó en el equipo en 2006. Orlandoni jugó mayormente en la Serie C1 y en la Serie C2 en los comienzos de su carrera, jugando para equipos como A.C. Mantova, AlbinoLeffe, Casarano, A.C. Pro Sesto, A.C. Ancona, U.S. Foggia, Acireale, Reggina Calcio, Bologna, S.S. Lazio y Piacenza Calcio. Desde que Fabián Carini y Alberto Fontana dejaron el Inter en el 2005, el regresó al equipo, para ser la tercera opción para el puesto tras Francesco Toldo y Júlio César.

## Clubes
| Club            | País   | Año       |
| --------------- | ------ | --------- |
| Mantova         | Italia | 1991-1992 |
| AlbinoLeffe     | Italia | 1992-1993 |
| Casarano        | Italia | 1993-1994 |
| A.C. Pro Sesto  | Italia | 1994-1995 |
| A.C. Ancona     | Italia | 1995-1996 |
| U.S. Foggia     | Italia | 1996-1997 |
| Acireale        | Italia | 1997-1998 |
| Reggina Calcio  | Italia | 1998-2000 |
| Bologna         | Italia | 2000      |
| S.S. Lazio      | Italia | 2000-2001 |
| Piacenza Calcio | Italia | 2001-2005 |
| Inter de Milán  | Italia | 2005-2012 |

## Palmarés

### Campeonatos nacionales
| Título        | Club           | País   | Año  |
| ------------- | -------------- | ------ | ---- |
| Liga Italiana | Inter de Milán | Italia | 2009 |
| Copa Italia   | Inter de Milán | Italia | 2010 |

### Copas internacionales
| Título                            | Club (*)       | País   | Año  |
| --------------------------------- | -------------- | ------ | ---- |
| Liga de Campeones de la UEFA      | Inter de Milán | Italia | 2010 |
| Copa Mundial de Clubes de la FIFA | Inter de Milán | Italia | 2010 |